# Parc Natural de la Serra de Montsant
El Parc Natural de la Serra de Montsant és un parc natural que protegeix gran part de la Serra de Montsant, concretament 11.755,82 ha. El Parc Natural s'estén en el sector occidental de la Serralada Prelitoral Catalana, dins de la comarca del Priorat. Es troba inclòs dins dels municipis de La Morera de Montsant, Ulldemolins, Margalef, Cabassers, Cornudella de Montsant, La Vilella Alta, La Vilella Baixa, La Bisbal de Montsant i La Figuera. El Parlament de Catalunya l'any 2002 va aprovar la seva declaració de parc natural amb l'objecte de protegir els seus valors geològics, biològics, paisatgístics i culturals, respectant el desenvolupament sostenible dels seus aprofitaments. El cim de la Roca Corbatera de 1.163 metres és la màxima altitud del parc.

## Patrimoni natural

### Hidrologia
Les aigües que baixen de Montsant alimenten cursos fluvials que tenen el seu origen a les muntanyes de Prades. Dos corrents principals, el riu Siurana i el seu principal afluent, el riu Montsant, enclouen la serralada i recullen els seus escorrentius.

### Els rius
Tots dos rius estan sotmesos, en l'actualitat, a una regulació del seu cabal mitjançant preses. L'embassament de Siurana recull les aigües del tram superior del riu homònim, així com les dels seus tributaris, els barrancs de l'Argentera i de l'Estopinyà. Té una presa de 63 m d'altura i 260 m de longitud de coronament i, quan està ple, emmagatzema 12,4 hm³ d'aigua i ocupa una superfície de 86 ha, a una altura sobre el nivell del mar de 489,14 m. Es va construir entre el 1965 i el 1974 per aportar aigua a l'embassament de Riudecanyes.
Dos embassaments més petits se situen al curs del riu Montsant. L'embassament de Margalef, construït el 1992, ja va ser recrescut dos anys més tard. Té una capacitat de 2,84 hm³ d'aigua i ha de servir per al reg de les poblacions situades aigües avall (Margalef, la Bisbal, Cabassers, la Figuera i la Vilella Baixa). Part de la seva aigua es transvasa a la Palma d'Ebre, fora de la conca del Montsant.
L'altre és una petita construcció de reduïdes dimensions. L'embassament de la Vilella Baixa (presa de 22 m d'alçada i volum d'embassament de 0,075 hm³ d'aigua) es va concebre bàsicament per al subministrament d'aigua potable al municipi, encara que en l'actualitat s'usa per al reg. Malauradament, la zona de l'embassament està solcada per nombroses capes geològiques permeables i això fa que l'aigua s'escoli cap a les capes freàtiques profundes, cosa que provoca, durant els períodes secs, que l'aigua emmagatzemada es perdi ràpidament.
El riu Siurana és el més cabalós de tots dos amb una aportació anual de 23,12 hm³ d'aigua a l'aiguabarreig amb el Montsant, després d'haver restat el cabal aportat al pantà de Riudecanyes (Margalef i col., 1980), cosa que significa una mitjana de 733 litres per segon. En aquest punt, el riu Montsant aporta anualment 26,84 hm³ d'aigua (851 litres per segon), mentre que, a l'altura de l'embassament de Margalef, aquesta aportació és de 7,33 hm³ d'aigua, el que correspon a un cabal mitjà de 233 litres per segon. El règim dels rius és torrencial, amb fortes avingudes, sobretot a la tardor i, amb menys probabilitat, a la primavera i a l'hivern, així com amb un estiatge molt marcat. De fet, l'embassament de Siurana té capacitat de regular el cabal d'aquest riu, però, en canvi, els embassaments de la Vilella Baixa i de Margalef són massa petits, tal com es va demostrar als aiguats i posteriors riuades de l'octubre del 1994. Tot i això, tots dos rius presenten un cabal permanent (o gairebé) en trams força llargs. La qualitat de les seves aigües és prou bona en comparació d'altres rius mediterranis de Catalunya.
Les aigües del triangle format pel coll d'Albarca, la Venta d'en Pubill i la Vilella Alta, és a dir, de la fracció sud-oriental del massís, desguassen al riu Siurana, que rep les aigües del massís a través del barranc de l'Argentera, que baixa del coll d'Albarca i els seus tributaris, els barrancs de l'Aubelló i de la Moleta. Aigües avall de l'embassament de Siurana, conflueixen el riu homònim, el barranc de l'Argentera i el barranc de l'Estopinyà, i els afluents principals de la dreta són: els barrancs de la Comella i de Sant Joan, que s'uneixen en el barranc de les Obagues, prop de Cornudella; el barranc de la Coma; el barranc de la Coma d'en Morell; el barranc del Mas de Sant Blai, amb els tributaris de la Coma d'en Giner, del Mas del Racó, del Coll Beix, de les Vinyes i dels Mallols, que mor prop de Poboleda; el barranc de les Salanques, i els barrancs de les Comes i els Closos, que baixen d'Escaladei en direcció sud; finalment, una sèrie de barrancs curts —del Mas d'en Bruno, dels Amitgers, dels Fragassals i del Francisquet— separen aquest tram del Siurana de la vall de Montsant.
La major part del massís, és a dir, tot el vessant nord i els sectors occidental i sud-occidental, vessa les aigües al riu Montsant. De fet, el nom de Montsant s'atorga al riu a partir de la unió del riu de Prades amb el riuet del Teix. Aquest darrer neix al coll d'Albarca, baixa en direcció nord-oest, i rep els barrancs de la Fontalba i de la Savina, molt curts, que baixen del cingle d'Ulldemolins. Riu Montsant avall, per l'esquerra, a partir d'aquí el corrent s'afona al congost de Fraguerau. A la seva sortida, rep les aigües del barranc dels Pèlics, veritable artèria interior de Montsant perquè recull les aigües del sector oriental del vessant nord a través dels barrancs de la Mare de Déu, les Pletes, la Bruixa, les Falles, l'Aixaragall, la Cova de l'Ós i el Vidaubar, que hi desguassen per l'esquerra. Per la dreta, només és digne de menció el barranc del Parral. De fet, el barranc dels Pèlics aporta la major part del cabal estival del riu Montsant, ja que en el seu tram inferior és un dels cursos més constants de tota la serralada i no s'ha vist eixut ni durant els episodis més greus de sequera. Aigües avall cal mencionar el barranc de la Falconera (o dels Forats) i els barrancs de l'Auferí i de la Taverna, que en l'actualitat moren a l'embassament de Margalef. Presa avall trobem els de la Coma Closa, la Coma Negra i Sant Salvador, que són els últims que baixen de la serra Major. Continuant riu avall entrem en el seu arc occidental, que rep els barrancs, llargs i de poc pendent, que s'originen als contraforts de ponent de la muntanya: el barranc dels Colls Baixos, que desemboca a la Bisbal; el barranc de les Pinedes, els barrancs Tancat i de la Foia, que conflueixen en el barranc de Cabacés (o de Montsant), i el barranc de Cavaloca (del pont, en el seu tram inferior). A l'altura de la Vilella Baixa, el riuet d'Escaladei, amb un cabal humil però força constant, aporta finalment les aigües del sector sud-occidental del massís: a ell fan cap el barranc de l'Horta, que baixa de la Morera, el barranc de Pregona i el barranc de la Font de l'Àguila.

### Les fonts
Les fonts sovintegen al massís, i la majoria són d'origen càrstic. Les més cabaloses es troben a mitjana altura (normalment a 600-700 m): al vessant sud, de Cornudella cap a ponent tenim les fonts de Sant Joan (750 m), del poble de la Morera (710 m), de Pregona (640 m) i del Mas de Sant Antoni (640 m). D'Albarca cap a ponent, pel vessant nord, cal mencionar la Fontalba (750 m); la font de Santa Magdalena (720 m), a l'ermita homònima; la font de la Gleva (560 m), que proveeix d'aigua Ulldemolins; la font de Canaletes (780 m) i la font del Mas de Soleràs (460 m). A la part occidental de Montsant, de nord a sud, tenim les fonts de Sant Salvador (660 m), de la Foia (580 m) i, al barranc de Cavaloca, les fonts de Cavaloca (620 m), de la Canaleta (580 m), del Mas Roger (370 m) i del Barrot (250 m). Totes aquestes ragen de forma quasi permanent. A les parts altes de la muntanya és on més escassegen les surgències hídriques perquè els dipòsits més importants es troben a altituds inferiors. Tot i això, hi ha alguns degotalls d'aigua força constants, com el de la cova del Pedret (1.040 m), el del clot del Cirer (990 m) o del Racó del Teix (890 m).

### Geologia
La regió de Montsant —així com gran part de l'actual Catalunya— estava, a l'era Paleozoica (de 570 a 250 milions d'anys), enfonsada davall les aigües del mar de Tetis, que quedava interromput pel massís de l'Ebre (actualment, la Depressió Central) al nord. Durant aquest període, els rius que baixaven del massís de l'Ebre van dipositar al fons del mar de Tetis els materials argilosos que actualment formen les llicorelles prioratines, especialment durant el període Carbonífer (de 360 a 300 milions d'anys).
L'orogènia herciniana va provocar, durant la transició del paleozoic al mesozoic, l'aixecament de part d'aquests materials que configuraran el massís Catalanobalear (actualment, la Mediterrània), el qual delimitarà, juntament amb el massís d'Ebre, un golf marí que continuarà cobrint les actuals terres del litoral i el prelitoral sud.
Durant el mesozoic (de 250 a 66,5 milions d'anys), els corrents fluvials provinents dels sistemes de l'Ebre i Catalanobalear van aportar sediments addicionals al fons marí. Durant aquest període, el massís de l'Ebre es va erosionar fortament fins a quedar colgat per les aigües marines. Des de finals del mesozoic fins a ja entrat el Cenozoic (< 66,5 milions d'anys), el cicle de l'orogènesi alpina va alçar l'anomenat sistema Mediterrani, que va ocupar la major part dels actuals litoral i prelitoral catalans, i el sistema del Pirineu i el Prepirineu. En aquesta època ja han emergit les terres del Priorat geològic, però encara no les del massís de Montsant. Durant l'eocè i l'oligocè (de 56 a 23 milions d'anys), els rius provinents de les muntanyes pirinenques i mediterrànies, molt potents a causa de la climatologia plujosa, aporten gran quantitat de gra divers al mar ibèric. És durant aquesta etapa que la regió de l'actual cubeta prioratina perd, per erosió, la capa de materials mesozoics i queda al descobert l'estrat de llicorelles paleozoiques. Del primitiu massís Mediterrani, només en queden els residus de l'erosió a la perifèria del Priorat: la Gritella i Siurana, la serra de l'Argentera, la Mola i Llaberia, així com part de l'actual Montsant occidental (Montalts, Cantacorbs) i la serra de la Figuera.
A finals de l'oligocè comença una nova etapa orogènica que alçarà els sediments de les muntanyes de l'actual sistema prelitoral formades per conglomerats calcaris (Sant Llorenç del Munt, Montserrat, Montsant, serra de la Llena) i també del Prepirineu (com la serra de Boumort).
Durant el quaternari, sense cap episodi orogènic, s'esdevenen els processos d'erosió i sedimentació que configuren el territori actual.
Estratigràficament, a la serra de Montsant poden apreciar-se diverses capes geològiques:

#### Era Paleozoica
- Devonià (de 408 a 360 milions d'anys): al sud de l'àrea estudiada, hi ha les pissarres —llicorelles— més antigues del Priorat, de color gris negrós i fàcilment fissibles. Alternen amb la pissarra capes de quarsites grises i lidites fosques. Aquesta unitat, de 250 m de potència, ocupa àrees reduïdes al voltant de les Vilelles i Torroja, d'on precisament s'ha extret la referència tipològica coneguda com a unitat basal de les Vilelles.
- Carbonífer (de 360 a 300 milions d'anys): constituït principalment per pissarres i filites, amb gresos de tonalitats brunes i conglomerats. És una capa de gran potència (de 600 a 800 m), que ocupa l'àrea més meridional de Montsant, delimitada per Cornudella, la Morera, les Vilelles i Porrera.[2]

#### Era Mesozoica
- Triàsic (de 210 a 250 milions d'anys): a la part sud-occidental de Montsant hi ha representació de totes les èpoques.[2]
  - Buntsandstein: estrat poc desenvolupat (de 50 a 140 m de potència), on alternen gresos i argiles de tonalitats roges amb afloraments de conglomerats, que constitueix el límit septentrional de la base carbonífera entre Escaladei i la Vilella Baixa. En alguns casos, les masses de gresos i conglomerats són força aparents tant pel seu color com pels de l'erosió eòlica, que hi dibuixa solcs i entrants arrodonits, i han originat referències toponímiques ben clares, com els Rogerets, el Roger Gros o les Coves Roges. Aquesta faixa continua cap al sud-oest, per la serra de la Figuera, amb predomini de conglomerat sobre gresos. També reapareix de forma evident a llevant de Montsant, fent una faixa al voltant de la Gritella, Siurana i el coll d'Alforja, on dibuixa un estrat roig davall dels cingles calcaris triàsics.[2]
  - Muschelkalk: se situa altitudinalment per damunt del Buntsandstein i configura l'actuació de les serres dels Montalts i Cantacorbs, així com els materials culminants de la de la veïna serra de la Figuera. Està constituït per calcàries (dominants al nivell inferior, Tm1, que constitueix el cingle dels Montalts) i dolomies (dominants al nivell superior, Tm3) força compactes, amb intercalacions de gresos i argiles de tonalitats rogenques (Tm2), on hi ha alguns afloraments de guix que han quedat indicats en algunes referències toponímiques (coll de la Guixera). A Montsant presenta de 40 a 70 m de potència.[2]
  - Keuper: apareix a l'extrem sud-occidental del massís, baixant de la Figuera i arribant gairebé al riu Montsant. Format per margues, dolomies i lutites, entre les quals sol haver-hi aflorament de guix. Reapareix a les muntanyes de Prades, on tots els nivells triàsics són ben representats.[2]

- Juràssic (de 210 a 145 milions d'anys).
  - Lias (de 210 a 180 milions d'anys): sèrie inferior del juràssic no present a Montsant, però sí molt a prop, a la serra de la Figuera. Format per bretxes dolomítiques poligèniques rosades, entre les quals hi pot haver intercalades dolomies. Mostra una potència de 170 a 220 m.[2]

#### Era Cenozoica
- Paleogen (de 65 a 23 milions d'anys).
  - Eocè (de 56 a 35 milions d'anys): els materials d'aquesta època constitueixen un cinturó al voltant de Montsant que comença al tram inferior del barranc de Cabacés, que s'interromp per reaparèixer al racó de les Canaletes i continuar cap a la Morera, Cornudella, Albarca i Ulldemolins. Format, a la base, per argiles i gresos rogencs, amb intercalacions de conglomerats i afloraments guixencs (transició a partir del Keuper). Més amunt dominen les calcàries amb intercalacions de margues blanquinoses i afloraments guixencs. Encara per damunt, entre 700 i 1.000 m, apareix l'eocè superior, amb lutites grogues molt erosionables, entre les quals s'intercalen conglomerats calcaris. Aquest estrat es reconeix fàcilment per l'escassetat de vegetació, deguda als fenòmens erosius. Entre tots aquests materials, no hi són estranys els nòduls de sílex, el pedruscall dels quals és especialment important en l'establiment d'assentaments paleolítics.[2]
  - Oligocè (de 35 a 23 milions d'anys): compost per capes de conglomerats calcaris de gran potència alternades amb capes toves argiloses o margoses, més abundants als estrats inferiors. Configura el rocam pinyolenc del cingle i de la serra Major, així com de tot el vessant nord de Montsant. Tot i que en la major part dels indrets els estrats de conglomerats es disposen horitzontalment, la presència de plegaments i falles fan que en diversos punts apareguin inclinats en major o menor grau. Destaquen, per la seva verticalitat, els estrats de conglomerats de la Foia i de les Canals, al nord de Cabassers, així com els que cauen dels Ventadors cap al congost de Fraguerau, a l'extrem oposat de la muntanya.[2]
- Quaternari (menys d'1,6 milions d'anys): les terrasses sedimentàries del quaternari, formades per graves, arena i llims incoherents, són importants a l'àrea de Montsant. Les principals es localitzen a les valls dels rius Montsant i Siurana, que limiten el massís. Les àrees de Tirapèls-les vinyes (Cabassers) i les Planes (la Vilella Baixa) són les més extenses a la conca de Montsant, mentre que al tram mitjà del Siurana destaca la formació al·luvial més gran del territori, entre Poboleda i la Venta d'en Pubill.[2]

El gruix de la muntanya està, doncs, constituït per un amuntegament de sediments calcaris terciaris (triàsics i oligocènics, principalment), que arriben a 600 m de potència, i que descansen sobre la base de les pissarres paleozoiques (gairebé totalment del carbonífer), o sigui, sobre la llicorella del Priorat, famosa pels vins que se n'obtenen. El relleu és el resultat, d'una banda, de l'erosió diferencial dels conglomerats calcaris i les faixes intercalades més toves i, de l'altra, de la carstificació. Els cims arrodonits contrasten amb profunds barrancs i elevats cingles: el més espectacular de tots és el cingle Major, que cau en vertical, entre Cornudella i Escaladei.
La naturalesa calcària del massís s'evidencia per elements característics del relleu. Entre aquests, destaquen coves i balmes, sinònims en força ocasions a Montsant: denominen habitualment les cavitats formades per l'erosió diferencial de les capes argilenques, margoses o gresoses, respecte als conglomerats calcaris amb els quals alternen. Solen ser estructures baixes de profunditat variable. Normalment, les balmes reben el nom de cova quan la profunditat de la cavitat és superior a la seva amplada: n'hi ha moltíssimes a la muntanya i no té sentit mencionar-les aquí (vegeu Puchades,1968; Perea, 1985; Biete,1991; Ferré, 1999). Més rarament, altres coves són autènticament càrstiques i tenen una estructura, per tant, molt diferent, amb passadissos, galeries i les típiques formacions producte de la precipitació del carbonat de calci (estalactites i estalagmites). Aquestes, si bé minoritàries, són les més conegudes i espectaculars: la cova Santa, la cova de la Taverna i la cova de l'Escolania són les més notables. Els avencs són escassos i solen ser d'origen tectònic. Altres formacions típiques d'aquest relleu són els tormos, formacions prismàtiques o discoïdals a les carenes, residu de l'erosió de l'estrat superior. Els portells són passadissos naturals entre formacions rocoses. Els clots són grans depressions del terreny aproximadament circulars, producte de la dissolució del conglomerat original, les parets del qual delimiten planures on s'acumula la terra. Els racons i els comellars són denominacions que reben les parts superiors de molts barrancs: els primers solen ser de barrancs truncats per cingleres semicirculars, mentre que els comellars són els trams superiors força oberts dels barrancs que serpentegen amb poc pendent entre els conglomerats del cim. Sovint, el fons dels comellars està cobert de codolells, nom que reben els dipòsits formats per les graves resultants de l'erosió de la roca mare.
A més de caracteritzar el relleu, el tipus de roca és un factor determinant en el paisatge vegetal, ja que hi tenen influència el pH del sòl i la concentració i disponibilitat dels nutrients. Algunes comunitats vegetals i les plantes que les caracteritzen tenen preferència per un o altre substrat. D'aquesta forma, distingim terreny calcari, sobre roques amb un alt contingut de carbonat de calci (calcàries) o carbonat de magnesi (dolomies); terrenys silicis, amb una elevada concentració de sílice (pissarres, granits, argiles) o terrenys salins, amb predominança dels clorurs o sulfats, un tipus particular dels quals són els terrenys guixencs. El ruac, per exemple, només creix on hi ha afloraments de guix. La rara composta Centaurea intybacea només ho fa sobre calcàries del triàsic. En altres casos, espècies properes —ocupen ambients similars— són excloents quant al substrat: el bruc d'hivern o cepell caracteritza les brolles calcícoles de romer, mentre que el bruc boal és l'equivalent a les brolles silicícoles d'estepes.

### Paisatge
Un paisatge divers i ric, sorgit d'una complexa orografia, de la confluència de diverses regions climàtiques i d'uns usos tradicionals agrícoles. Al vessant sud destaquen poderosament les imposants parets rocoses del cingle Major, compost per conglomerats calcaris de l'oligocè (de 38 a 24,6 milions d'anys). Per damunt d'aquests, la muntanya continua ascendint suaument fins a arribar a la serra Major.
A la serra Major hi ha els grans estrats de conglomerat que formen el llom de la muntanya. És una zona rupícola amb poca o nul·la vegetació. S'hi accedeix mitjançant els graus (la majoria dels accessos a la serra Major es realitzen a través del que es coneix com a graus, ja que són diversos els indrets en els quals cal superar el desnivell passant per un esglaó o un pas amb dificultat).
Al vessant nord hi ha àrea de boscos feréstecs i barrancs profunds, que s'estén des de la serra Major cap al nord. El Montsant occidental és un sector de barrancs profunds i brolles amb pinedes que descendeixen de les cingleres cap al riu Montsant. Les valls dels rius Montsant i Siurana és una zona d'un alt valor ecològic i estètic. Paisatge singular i de gran bellesa.

### Flora
El paisatge vegetal de Montsant es compon d'una vegetació mediterrània, amb una certa influència submediterrània i eurosiberiana. La vegetació potencial es reparteix entre els dominis de l'alzinar amb marfull (Quercetum ilicis galloprovinciale) i el carrascar (Quercetum rotundifoliae), que predominen en la major part de l'espai, i el de la roureda seca de roure de fulla petita (Violo-Quercetum fagineae), que apareix als fondals més humits i als nivells superiors de la serra. Quan és ben constituït, l'alzinar presenta un estrat arbori dens d'alzina (Quercus ilex) que allotja un bon nombre d'arbusts i lianes que el fan gairebé impenetrable. Algunes d'aquestes espècies serien el marfull (Viburnum tinus), l'aladern (Rhamnus alaternus), el fals aladern (Phyllirea latifolia subsp. latifolia), el galzeran (Ruscus aculeatus), l'esparreguera boscana (Asparagus acutifolius), el lligabosc (Lonicera implexa), i la vidiella (Clematis flammula). L'estrat herbaci és pobre, amb espècies com la falzia de bosc (Asplenium onopteris) i la violeta (Viola alba). En indrets frescals i obagues, també és característica la presència del boix (Buxus sempervirens), el corniguer (Amelanchier ovalis), l'olivereta (Ligustrum vulgare), la moixera (Sorbus aria), i el marcòlic vermell (Lilium martagon). En llocs quelcom degradats es distingeix un estrat arbori baix i discontinu, amb abundància d'arboç (Arbutus unedo), de mata (Pistacia lentiscus) i de moltes espècies pròpies dels indrets oberts.
Les rouredes són escasses a Montsant, formen petites clapes enmig de les pinedes conformant boscos mixtes. A més del roure de fulla petita (Quercus faginea) i del martinenc (Q. pubescens i Q. x cerrioides), s'hi troba el pi roig (Pinus sylvestris) i pi carrasser (Pinus nigra ssp salzmanii). En aquests boscos hi ha altres caducifolis com l'auró (Acer opalus ssp granatense), l'auró negre (Acer monspessulanum), i l'avellaner (Corylus avellana) que pigallen el forest de les obagues i barrancs frescals, i són especialment visibles a la tardor, quan les fulles es tenyeixen de color groc i vermell.
En el paisatge actual les comunitats climàtiques són sovint substituïdes per pinedes de pi blanc a les parts baixes o de pi roig i pinassa a les àrees més enlairades, així com d'altres comunitats secundàries o permanents d'indrets especials: brolles calcícoles (Erico-Thymelaeetum tinctoriae i Genisto-Cistetum clusii), garrigues (Quercetum cocciferae), boixedes (Violo-Quercetum fagineae buxetosum), joncedes (Brachypodio-Aphyllanhetum i Salvio-Aphyllanthetum), prats secs (Thero-Brachypodion), etc.
La garriga és el matollar més dens i compacte. En condicions naturals forma el mantell marginal de l'alzinar als indrets secs. Les espècies més abundants són el coscoll (Quercus coccifera), la mata (Pistacia lentiscus), el matapoll (Daphne gnidium), la rogeta (Rubia peregrina), l'arítjol (Smilax aspera), la lleteresa gran (Euforbia characias), i el fenàs (Brachypodium retusum). La brolla de romer i bruc d'hivern és una de les formacions vegetals més esteses de les terres mediterrànies, també present dins del Parc. La majoria de les pinedes de pi blanc (Pinus halepensis) es troben recobrint brolles d'aquest tipus. La comunitat es caracteritza per arbusts com el romer (Salvia rosmarinus), la bufalaga (Thymelaea tinctoria), el cepell o bruc d'hivern (Erica multiflora), l'estepa blanca (Cistus albidus), la farigola o timó (Thymus vulgaris), l'espígol (Lavandula latifolia), la botja raspallera (Dorycnium pentaphyllum), la botja groga (Bupleurum fruticescens), i encara d'altres. Les plantes del matollar que creixen en els indrets secs i rocosos de les carenes tenen sovint l'aspecte de coixinet, com a resposta a l'acció del fort vent que hi bufa. A més de l'eriçó (Erinacea anthyllis), el càrex (Carex humilis), el timó groc (Teucrium polium subsp. aureum), l'herba rodona (Koeleria vallesana), i la vulnerària (Anthyllis vulneraria subsp. font-queri), en llocs més arrecerats hi són freqüents el boix (Buxus sempervirens), la sivina (Juniperus phoenicea), el ginebró (Juniperus oxycedrus) i la boixerola (Arctostaphyllos uva-ursi var. crassifolius). La bardissa és una bosquina densa i punxosa que forma la vorada dels boscos humits i que ocupa també el fons de barrancs on ha desaparegut el bosc de ribera. En són espècies característiques l'albaltrer (Rubus ulmifolius), el raudor (Coriaria myrtifolia), l'arç blanc (Crataegus monogyna), l'aranyoner (Prunus spinosa), així com diversos rosers (Rosa sp.).
Els fondals humits i els riberals destaquen per sostenir algunes comunitats extramediterrànies com fragments de roures des de roure martinenc, bosquines de teixos o incipients boscos de ribera. L'albereda és el bosc de ribera més comú, i ocupa els indrets poc inundables. El conformen arbres com l'alber (Populus alba), el xop (Populus nigra) i el freixe (Fraxinus angustifolia). El sotabosc és ocupat per albaltrers (Rubus ulmifolius), i plantes reptants o herbàcies, com ara la vinca (Vinca difformis), l'heura (Hedera helix), o la cua de cavall (Equisetum ramosissimum). La salzeda és un bosc de ribera que ocupa indrets freqüentment inundables. Els salzes (Salix alba, S.atrocinerea, S.elaeagnos, S.purpurea, S.fragilis) recobreixen un sotabosc d'arbustos baixos i herbes, com ara albaltrers, llúpols (Humulus lupulus) o menta borda (Mentha suaveolens). Els canyissars estan formats per espècies que arrelen en ribes inundades i poc profundes, com el canyís (Phragmites australis), la boga (Typha angustifolia) o la jonca (Scirpus maritimus). Els herbassars se situen per darrere dels canyissars, i són comunitats d'herbes altes composts per espècies com el malví (Althaea officinalis), la salicària (Lythrum salicaria), la matajaia (Epilobium hirsutum), o la paradella (Rumex conglomeratus) entre d'altres. Darrere els herbassars s'assenten les jonqueres, en les que cal destacar diferents espècies de joncs i jonquines (Juncus, Carex, Scirpus), herbes com les mentes borda i boscana (Mentha suaveolens, M.longifolia) o la botja d'aigua (Dorycnium rectum), i d'altres, com plantes reptants i gramínies.
La gran extensió dels rocams singularitzen aquest espai, ric en elements propis d'aquesta mena d'ambients, com les comunitats de poniol fruticós (Melico-Saturejetum fruticosae) o de salze de cingle (Hieracio-Salicetum tarraconensis), la vegetació casmofítica dels replans i fissures dels cingles (Polypodio-Saxifragetum corbariensis) o les brolles d'eriçó (Erinaceo-Anthyllidetum montanae), entre d'altres. Les parets dels penya-segats i del rocam acullen a una sèrie d'espècies vegetals que arrelen directament a la pedra, aprofitant alguna de les múltiples escletxes de la roca calcària. Aquesta vegetació està representada per diverses espècies herbàcies, entre les que es poden assenyalar la lluqueta de roca (Globularia repens), el te de soqueta (Pontentilla caulescens), el xuclamel de roca (Lonicera pyrenaica), l'herba del nord (Saxifraga corbariensis), la falguereta de cingle (Asplenium fontanum), el púdol de roca (Rhamnus pumilus), el poniol (Satureja fruticosa), el malví (Lavatera maritima), la mèlica (Melica minuta), la polígala rupestre (Polygala rupestris), el te de roca (Jasonia saxatilis), l'herba freixurera (Sarcocapnos enneaphyla), la linària de cingle (Linaria origanofolia ssp cadevalli), l'arròs de pobre (Sedum sediforme), etc. Quant l'aigua regalima pel rocam carbonatat apareix la capil·lera (Adiantum capillus-veneris), el setge blau (Trachelium caeruleum), l'enciamet de la Mare de Déu (Samolus valerandi), i molses com Eucladium verticillatum. En els pedregars i codolars podem trobar, entre d'altres, el viliandre (Laserpitium gallicum), el fonoll de porc (Peucedanum officinale ssp stenocarpum), l'herba de les llunetes (Biscutella laevigata), l'andianeta (Centranthus angustifolius) i la lleteresa endèmica (Euphorbia nevadensis ssp aragonensis).
Així mateix, el peu de la muntanya, especialment al domini dels carrascar, presenta algunes introgresions d'elements de caràcter continental estèpic, com per exemple la bardissa de coralet (Berberidetum aragonense) o algunes comunitats de matollars clars o de petits teròfits, molt rics en espècies de la terra baixa continental catalano-aragonesa (Thymus loscosii, Euphorbia minuta, etc.).

### Fauna
El Parc Natural de la Serra de Montsant acull sense cap mena de dubte un dels poblaments faunístics més rics de Catalunya. La gran varietat d'ambients permet l'establiment d'una considerable diversitat d'espècies amb un elevat interès no només per la seva abundància sinó per ser animals endèmics o molt rars per la fauna catalana.
Els ambients rupícoles no estan ocupats per mamífers especialitzats, tret dels rats-penats de ferradura gran (Rhinolophus ferrumequinum) o els de cova (Miniopterus schreibersii) que es refugien en cavitats naturals. La fagina (Martes foina) també és un visitant del rocam si aquest es troba prop del bosc. Alguns exemplars isolats de cabra salvatge (Capra pyrenaica ssp hispanica) poden ser observats de manera ocasional. Els penya-segats són el principal territori de nidificació i descans de rapinyaires tan importants com el falcó peregrí (Falco peregrinus), el xoriguer (Falco tinnunculus), l'àliga daurada (Aquila chrysaetos), l'àliga cuabarrada o perdiuera (Hieraaetus fasciatus), o el duc (Bubo bubo), única rapinyaire nocturna d'hàbits rupícoles. El ballester (Tachymarptis melba), el falciot negre (Apus apus), el roquerol (Ptyonoprogne rupestris) o l'oreneta cua-blanca (Delichon urbica), volen prop del rocall per capturar insectes. El corb (Corvus corax), la cotxa fumada (Phoenicurus ochruros), la merla blava (Monticola solitarius), la merla roquera (Monticola saxatilis), la merla de pit blanc (Turdus torquatus), el pela-roques (Trichodroma muraria) o el còlit negre (Oenanthe leucura), entre d'altres, són algunes de les molt interessants aus del rocam. Els rèptils estan representats per la sargantana ibèrica (Podarcis hispanica) i l'escurçó ibèric (Vipera latasti). En els racons més humits d'algunes coves, podem trobar amfibis com el gripau comú (Bufo bufo). En les cavitats subterrànies trobem insectes cavernícoles endèmics com Pseudosinella tarraconensis ssp tarraconensis, Anillochlamys catalonicus, i Duvalius berthae ssp berthae.
En els boscos densos és característica la presència de mamífers com el senglar (Sus scrofa), la rata cellarda (Eliomys quercinus), la geneta (Genetta genetta), i el gat salvatge (Felis silvestris). Els rapinyaires més representatius són l'astor (Accipiter gentilis), l'esparver (Accipiter nisus), el gamarús (Strix aluco), i el mussol banyut (Asio otus), i, d'entre la resta d'aus, es pot esmentar el gaig (Garrulus glandarius), el tudó (Columba palumbus), el pit-roig (Erithacus rubecula), el bruel (Regulus ignicapillus), la mallerenga emplomallada (Parus cristatus), la mallerenga cuallarga (Aegithalos caudatus), i el pica-soques blau (Sitta europaea).
En els medis arbrats esclarissats, les espècies de mamífers més característiques són el toixó (Meles meles), l'esquirol (Sciurus vulgaris), i el ratolí de bosc (Apodemus sylvaticus), però també hi és freqüent la guineu (Vulpes vulpes). Entre els ocells, a més de les mallerengues, com la carbonera (Parus major), la blava (P.caeruleus) i la petita (P.ater), podem trobar espècies com el cucut (Cuculus canorus), el raspinell comú (Certhia brachydactyla), el mosquiter pàl·lid (Phylloscopus bonelli), el tord (Turdus philomelos), la griva (Turdus viscivorus), el picot verd (Picus viridis), i el picot garser gros (Dendrocopus major). El rèptil més representatiu és la serp blanca (Elaphe scalaris). Dins dels invertebrats, escarabats com el banyarriquer (Cerambyx cerdo ssp mirbecky), el rinoceront (Oryctes nasicornis ssp grypus), i l'escanyapolls (Lucanus cervus) són els més grans i vistosos.
La bona qualitat de les aigües del riu Montsant i els seus barrancs subsidiaris, han permès una gran riquesa de fauna aquàtica. Els mamífers més característics d'aquest ambient de ribera són la rata d'aigua (Arvicola sapidus) i el turó (Mustela putorius). Entre els ocells es poden destacar com a espècies més interessants per la seva raresa la merla d'aigua (Cinclus cinclus) i el blauet (Alcedo atthis), i d'altres de més habituals. També són freqüents els amfibis com la salamandra (Salamandra salamandra), la granota verda (Rana perezi), o el gripau corredor (Bufo calamita). Entre els rèptils, podem trobar la serp d'aigua (Natrix maura). La netedat de les aigües ha permès un abundant poblament de peixos, en especial d'espècies com barbs (Barbus graellsii, B.haasi), madrilles (Chondrostoma miegii) i, molt més rara, les truites (Salmo trutta). També hi ha espècies introduïdes, com la truita arc iris (Oncorhynchus mykiss) i la perca americana o black-bass (Micropterus salmoides). En els racons més amagats encara es troba el cada cop més escàs cranc de riu ibèric (Austropotamobius pallipes).
Les brolles i les garrigues constitueixen un ambient obert on predominen els mamífers com el conill (Oryctolagus cuniculus), l'eriçó (Erinaceus europaeus), la musaranya comuna (Crocidura russula), la musaranya nana (Suncus etruscus), i la mostela (Mustela nivalis). Les aus estan representades per la perdiu (Alectoris rufa), la guatlla (Coturnix coturnix), el bitxac comú (Saxicola torquata), el tallarol de casquet (Sylvia atricapilla), el tallarol capnegre (Sylvia melanocephala), el cercavores (Prunella collaris), i el capsigrany (Lanius senator). Rapinyaires com el mussol comú (Athene noctua) i l'aligot (Buteo buteo) utilitzen aquestes formacions com àrea de cacera. Els rèptils són abundants i diversos, com ara el llangardaix (Lacerta lepida), la sargantana cua-llarga (Psammodromus algirus), la serp de ferradura (Coluber hippocrepis), i la serp verda (Malpolon monspessulanus).
Els ambients antròpics constitueixen el refugi òptim per determinats animals, i en són una font fàcil i regular d'aliment. Entre els mamífers, és freqüent la presència del talpó comú (Microtus duodecimcostatus) en cultius i a plantacions. La rata negra (Rattus rattus), la rata comuna (Rattus norvegicus), i el ratolí domèstic (Mus musculus) es troben prop de construccions. Els conreus reben les visites periòdiques d'habitants oportunistes d'altres indrets com el toixò (Meles meles), el senglar (Sus scrofa), la guineu (Vulpes vulpes) i el conill (Oryctolagus cuniculus). Les aus pròpies dels terrenys agrícoles són la puput (Upupa epops), la garsa (Pica pica), el gratapalles (Emberiza cirlus), el sit negre (Emberiza cia), la bosqueta vulgar (Hippolais polyglotta), la tallareta cuallarga (Sylvia undata), el gafarró (Serinus serinus), o la merla (Turdus merula). A cavall entre les cases i els camps trobem l'oreneta vulgar (Hirundo rustica), el colom (Columba livia), el pardal comú (Passer domesticus), l'estornell negre (Sturnus unicolor), l'estornell vulgar (Sturnus vulgaris), i un rapinyaire nocturn, l'òliba (Tyto alba). Els rèptils que prefereixen les parets i murs són el dragó (Tarentola mauritanica) i la sargantana cua-llarga (Psammodromus algirus). Els horts són visitats per la serp verda (Malpolon monspessulanus), i dins de les basses pot haver-hi la serp d'aigua (Natrix maura) i la de collaret (N. natrix). D'entre els amfibis, la granota verda (Rana perezi) és el màxim exponent.

## Patrimoni cultural
Montsant disposa també d'un patrimoni arquitectònic, històric i etnogràfic, testimoni de l'ocupació i les activitats econòmiques que al llarg dels segles han existit en aquesta zona. Des dels temps prehistòrics, passant per l'eremitisme medieval, fins als segles XVIII-XIX, en què la comarca va viure la seva màxima expansió demogràfica, econòmica i social, la presència humana a Montsant ha estat constant. Per tant, el paisatge de Montsant és un paisatge resultat de l'acció humana sobre el medi natural. Els elements visibles que testimonien aquesta petjada humana al territori són nombrosos: masos, molins, construccions populars de pedra seca, fites, carrerades, balmes murades, etc. Tot això, sense oblidar que paral·lelament existeix un ric patrimoni immaterial que es tradueix en forma de creences, festes populars, oficis, etc.
El nom de la serralada, Montsant, també ens indica que la muntanya ha estat, des d'antic, un indret d'espiritualitat. En són testimonis antics topònims com Colldemònecs o vestigis arqueològics com les tombes medievals excavades a la roca que es troben prop d'Albarca, en els límits del Parc. La llegenda situa l'eremitisme ja en època musulmana. L'etimologia del nom del poble d'Albarca derivaria de l'àrab Jabal al-baraka, que significa «muntanya de benedicció» o «muntanya beneïda», cosa que fa pensar que aquesta serralada ja era un indret d'espiritualitat abans de la conquesta cristiana el segle xii.
Però, sens dubte, parlar d'espiritualitat a Montsant implica fer referència al monacat cristià. Primer el monestir cistercenc de Bonrepòs i després, i sobretot, la cartoixa de Santa Maria d'Escaladei, que va establir-s'hi l'any 1194 i va perdurar fins a la desamortització de 1835, a més del conjunt d'ermites que es troben escampades per tota la muntanya (destacable l'Ermita de la Mare de Déu del Montsant). És per aquest motiu que el Parc Natural de la Serra de Montsant ha estat incorporat dins la "Iniciativa Delos", impulsada des de la Unió Internacional per a la Conservació de la Natura, com a cas d'estudi, per impulsar la integració dels valors espirituals, especialment en relació amb els valors naturals i culturals, per afavorir la gestió de la conservació.
A partir d'aquesta estreta relació entre entorn i comunitats humanes, entre natura, cultura i espiritualitat, el Parc Natural de la Serra de Montsant es proposa conèixer a través d'una de les seves línies de gestió el conjunt d'elements patrimonials que es troben dins el seu territori, impulsant un estudi del patrimoni cultural.

## Història de la protecció del parc
La protecció jurídica de la serra del Montsant ha estat reiteradament reivindicada. Ja l'any 1932, el Regional Planning, primer intent de planificació integral del territori català incloïa en la xarxa d'espais naturals que propugnava, amb la denominació de parcs i boscos reservats, el que anomenava el Montsant, amb una delimitació no gaire allunyada de l'actual Parc i, entre el rius reservats, el riu Montsant i el riuet del Teix. El Llibre Blanc de la Gestió de la Natura als Països Catalans (1976) assenyalava la serra del Montsant com una de les zones mereixedores d'especials mesures de protecció per la notable importància dels valors naturals que acull. De manera semblant s'han pronunciat altres treballs promoguts des del sector públic. A remarcar l'Inventario abierto de espacios naturales de protección especial (1978) de l'ICONA, el Reconocimiento Territorial de Cataluña (1984), redactat per encàrrec del CEOTMA del Ministeri d'Obres Públiques i Urbanisme, i també la Relació d'espais d'especial interès natural (1980), elaborada per la Comissió d'Urbanisme de Catalunya (CUC), que va ser inclosa com annex en la Llei 12/1981, de 24 de desembre, sobre normes addicionals de protecció dels espais d'especial interès natural afectats per activitats extractives.
En 1982, la Direcció General de Política Territorial del Departament de Política Territorial i Obres Públiques de la Generalitat de Catalunya encarregava un estudi, finalitzat el 1983, de delimitació dels espais naturals a protegir de la serra del Montsant.
L'any 1992, la serra del Montsant es va incloure al Pla d'Espais d'Interès Natural (PEIN), aprovat pel Govern de la Generalitat mitjançant el Decret 328/1992, de 14 de desembre, i, més recentment ha estat proposada la seva inclusió en la xarxa europea Natura 2000.
El 15 de maig de 2002, es publica al DOGC núm. 3636 el Decret 131/2002, de 30 d'Abril, de declaració del Parc Natural de la Serra del Montsant. Amb aquesta declaració culmina un llarg procés de participació i consens entre les parts afectades i s'atorga al Montsant el reconeixement merescut com un dels espais naturals més singulars de Catalunya.